# Alexander von Massow
Alexander von Massow (* 15. Januar 1842 in Spandau; † 25. Januar 1906 in Buchwald) war ein preußischer Generalleutnant.

## Leben

### Herkunft
Er war der Sohn des Geheimen Regierungsrates Friedrich Wilhelm von Massow (1807–1882) und dessen Ehefrau Hildegard, geborenen von Biela (1818–1895).

### Militärkarriere
Massow trat am 1. Oktober 1862 als Einjährig-Freiwilliger in das Garde-Schützen-Bataillon der Preußischen Armee ein. Dort wurde er am 8. August 1863 zum Sekondeleutnant befördert. Als solcher nahm er 1866 während des Krieges gegen Österreich an den Schlachten bei Soor und Königgrätz teil. Für seine Leistungen wurde Massow mit dem Kronenorden IV. Klasse mit Schwertern ausgezeichnet. Am 19. September 1868 folgte seine Ernennung zum Adjutanten und als solcher zog er 1870 in den Krieg gegen Frankreich. Bei St. Privat wurde Massow leicht verletzt und am 27. August 1870 zum Premierleutnant befördert. Er nahm dann an der Belagerung von Paris teil, wurde am 28. Oktober 1870 zum stellvertretenden Adjutanten der 2. Garde-Division ernannt und bei den Kämpfen um Le Bourget schwer verwundet. Er erhielt das Eiserne Kreuz II. Klasse.
Nach dem Friedensschluss war Massow kurzzeitig bis September 1871 stellvertretender Generalstabsoffizier bei dieser Division und kehrte anschließend zu seinem Bataillon zurück. Vom 27. April 1872 bis zum 21. April 1873 fungierte er als Adjutant der 9. Infanterie-Brigade und war anschließend auf ein Jahr zum Großen Generalstab kommandiert. Unter gleichzeitiger Beförderung zum Hauptmann folgte anschließend seine Versetzung hierher. Kurz darauf kam Massow am 6. Mai 1874 nach Kassel in den Generalstab des XI. Armee-Korps. Daran schloss sich ab 20. Februar 1877 eine Verwendung im Generalstab der 10. Division in Posen an. In den folgenden Jahren war Massow mehrfach kurzzeitig zur Führung von Kompanien verschiedener Regimenter kommandiert, bis er schließlich als Kompaniechef am 28. Dezember 1880 in das Kaiser Alexander Garde-Grenadier-Regiment Nr. 1 versetzt wurde. Es folgte am 15. April 1882 seine erneute Versetzung in den Großen Generalstab, wo Massow drei Tage später zum Major befördert wurde. Nach kurzzeitigen Kommando zur Eisenbahn-Direktion Berlin wurde er am 24. März 1885 in den Generalstab der 19. Division in Hannover versetzt. Er war dann vom 16. September 1885 bis zum 16. Januar 1888 im Generalstab des X. Armee-Korps tätig und wurde anschließend als Kommandeur des I. Bataillons in das 3. Garde-Regiment zu Fuß versetzt.
Unter Stellung à la suite des Regiments wurde Massow am 19. September 1888 von diesem Kommando entbunden, nach Württemberg kommandiert und mit der Führung der Geschäfte als Chef des Generalstabes des XIII. (Königlich Württembergisches) Armee-Korps beauftragt. Dort wurde er am 13. November 1888 Oberstleutnant und für seine Arbeit mit dem Ritterkreuz des Ordens der Württembergischen Krone mit den Löwen ausgezeichnet. Unter Einrangierung in den Großen Generalstab ernannte man Massow am 24. März 1890 zum Chef des Generalstabes des II. Armee-Korps. In dieser Stellung am 14. Februar 1891 zum Oberst befördert, wurde Massow am 17. Mai 1892 mit dem Rang und den Gebührnissen eines Brigadekommandeur als Abteilungsleiter in den Großen Generalstab versetzt. Nach der Beförderung zum Generalmajor wurde Massow am 6. Februar 1896 Kommandeur der 42. Infanterie-Brigade in Frankfurt am Main, bevor er am 15. Juni 1898 mit der Beförderung zum Generalleutnant das Kommando über die 12. Division in Neiße erhielt. In Genehmigung seines Abschiedsgesuches wurde Massow am 11. April 1901 mit der gesetzlichen Pension zur Disposition gestellt. Anlässlich seiner Verabschiedung verlieh Wilhelm II. ihm den Kronenorden I. Klasse mit Schwertern am Ringe.
Massow war Ehrenritter des Johanniterordens.